# Magrée
El Magrée, també anomenat ruisseau du Fond de Martin, és un riu de Bèlgica de 13 km que neix a Ellemelle, un veïnat d'Ouffet, a la província de Lieja i que desguassa a l'Ourthe a Esneux.
Poc després del Castell de la Chapelle a Tavier, un antic municipi fusionat amb Anthisnes, el riu desapareix al fons d'un massis calcari i torna a aparèixer poc abans del seu conflent amb l'Ourthe, 6 km més avall. Només en temps de pluges fortes les aigües tornen a fluir per la superfície a tot el vall del rierol.
Al marge del riu hi ha –les restes– de sis molins: el de Molinay, de Moulin, d'Herrée, de Tavier, de Tultay i el de La Chapelle.

## Llocs d'interès
- El pont al Magrée a Tavier
- El molí de la Chapelle
- El Castell i la masia castral de la Chapelle

## Afluents[1]
- Ruisseau du Bois des Moges
- Ruisseau de Dognée
- Ruisseau de Tavier
- Ruisseau de Houte-si-Plout
- Ruisseau de Plainevaux (Houte-Si-Plou)

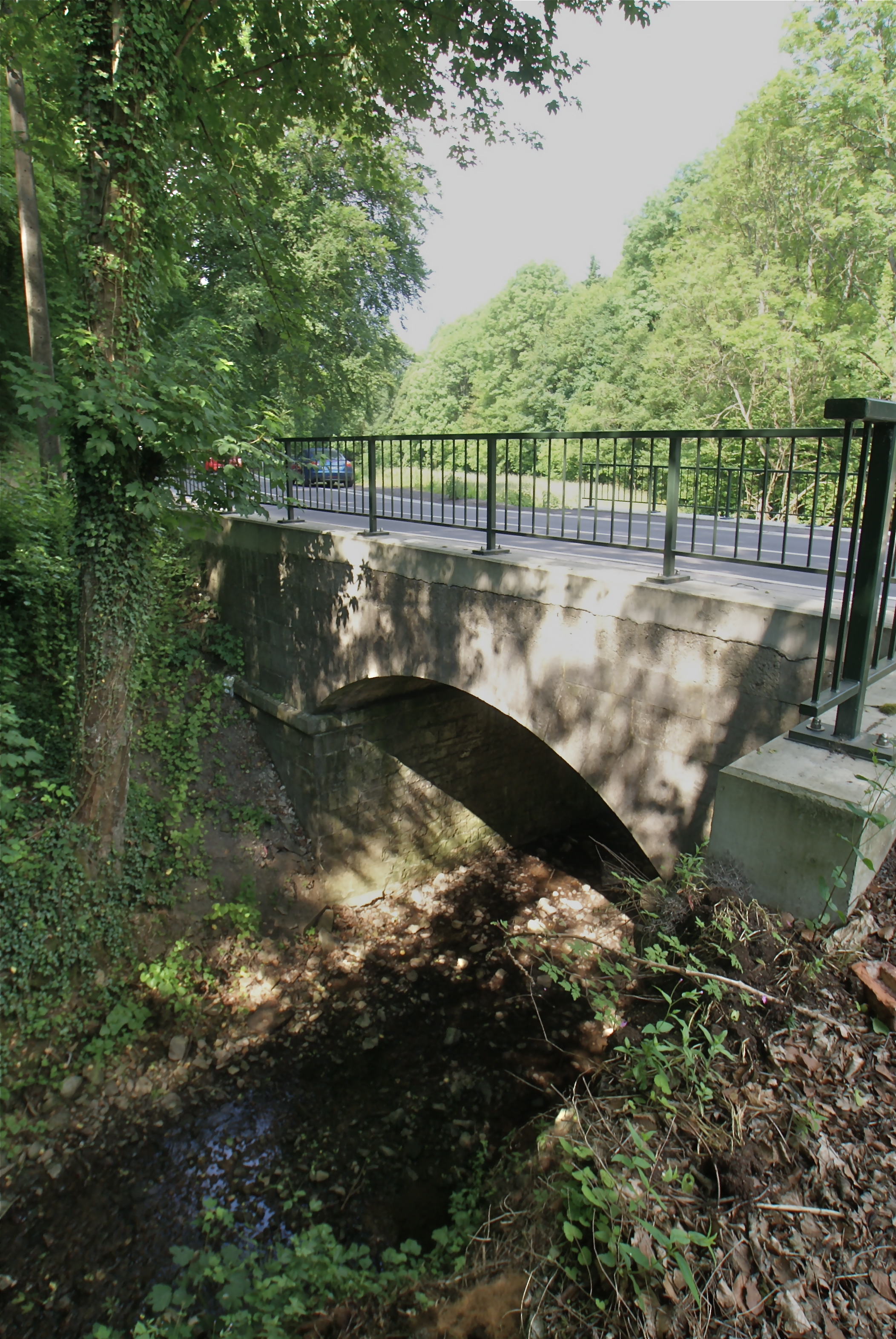
El pont del Magrée a Houte-Si-Plou
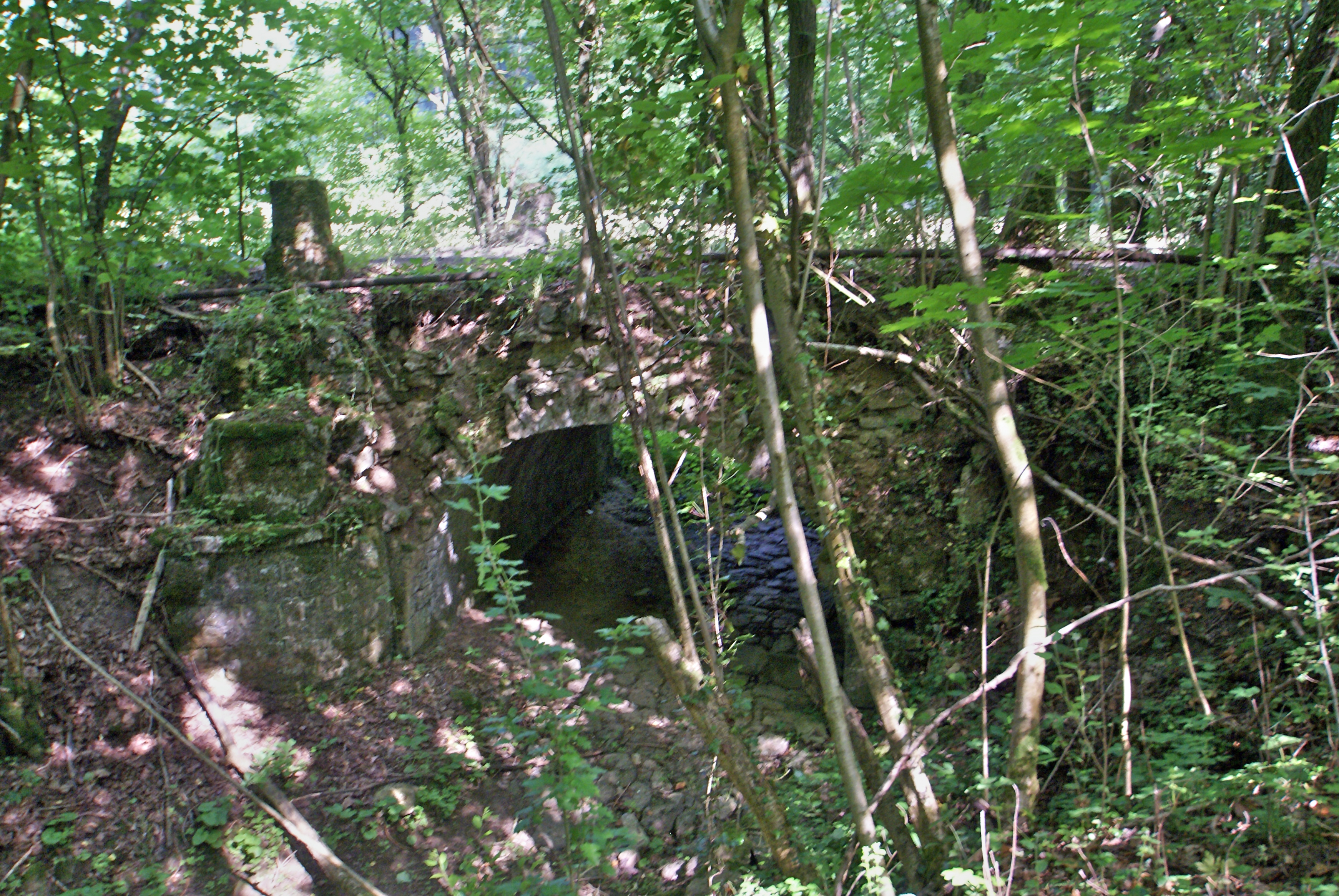
El riu sec avall de La Chapelle
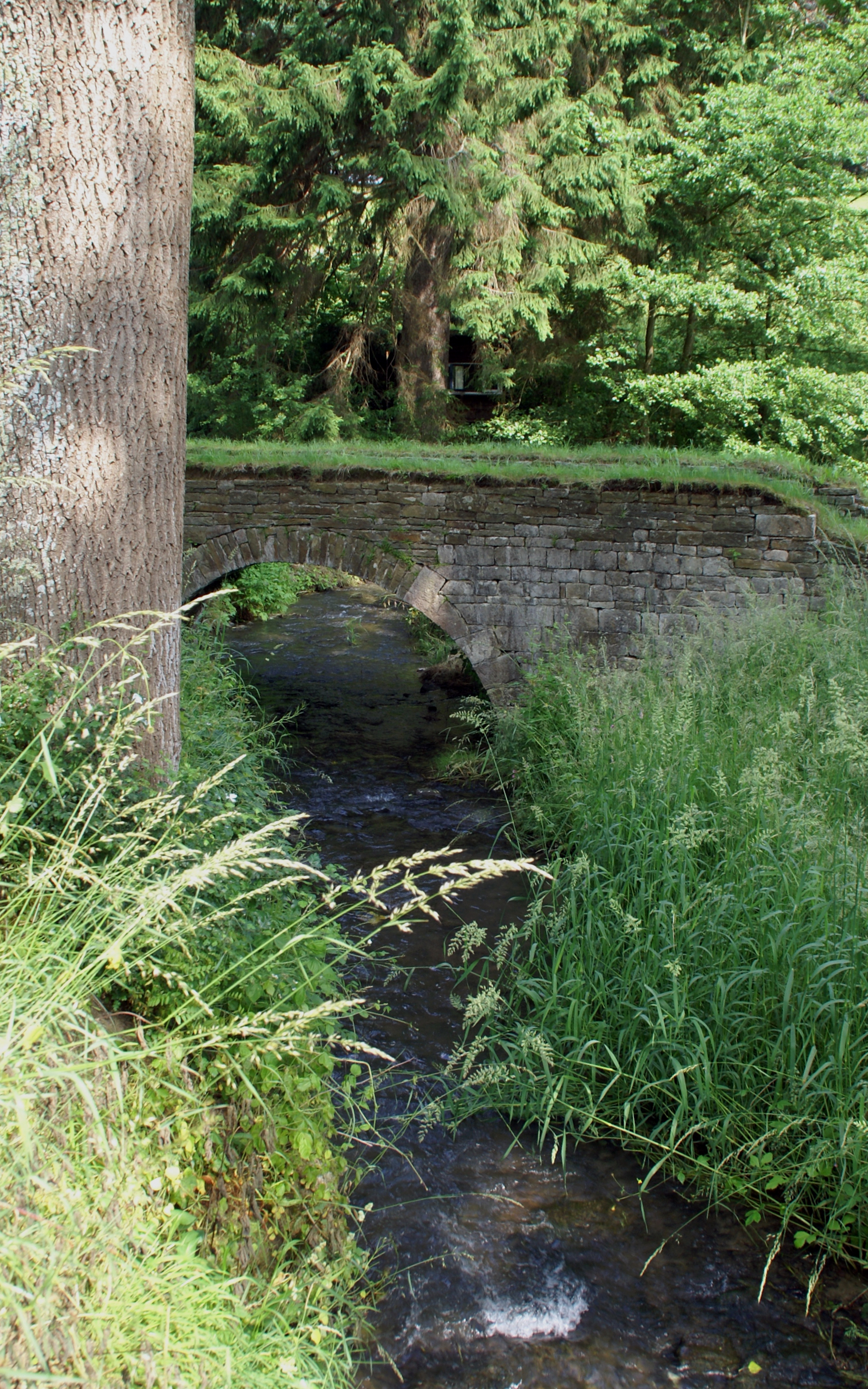
El pont del Magrée a La Chapelle